# Natan Isaevič Al'tman
Natan Isaevič Al'tman (in russo Натан Исаевич Альтман?; Vinnycja, 22 dicembre 1889 – Leningrado, 12 dicembre 1970) è stato un pittore e scultore russo.
Mantenne uno stile oscillante tra la tradizione decorativa a tema ebraico e le caratteristiche tipiche del Cubismo di Georges Braque.